# Boceprevir
Boceprevir (nome comercial Victrelis, da Merck Sharp & Dohme) é um inibidor de protease utilizada para o tratamento da hepatite C genotipo 1. Um estudo publicado na revista científica The Lancet em agosto de 2010 revelou que o antiviral aumenta a taxa de cura em pacientes que não obtêm resultados satisfatórios com os medicamentos convencionais como ribavirina e peginterferon alfa-2b. O tratamento é feito em terapia tripla medicamentosa, com os medicamentos citados.
Foi aprovado no Brasil pela Anvisa em 25 de julho de 2011, sendo o primeiro inibidor de protease a receber  aprovação do órgão regulador no país. Pelo FDA, havia sido aprovado em 13 de maio de 2011.

## Mecanismo de ação
Inibição da replicação viral através da ligação do fármaco ao sítio ativo serina da NS3 protease (Ser139) através de um grupo funcional (alfa)-cetoamida, desta forma inibe a HCV NS3 protease.